# Једарни овој
Једарни (нуклеусни) овој је назив за систем од две мембране које раздвајају садржај једра од цитоплазме. Спољашња мембрана је у континуитету са ендоплазматичним ретикулумом.